# Cowboy Shaolin
Cowboy Shaolin (titlu original: Shanghai Noon) este un film american din 2000 de comedie western regizat de Tom Dey (debut regizoral) după un scenariu de Alfred Gough și Miles Millar. Rolurile principale au fost interpretate de actorii Jackie Chan și Owen Wilson. Este primul din seria de filme Shanghai. Filmul a avut în general recenzii pozitive și a fost un succes comercial. Produs cu un buget de 55 de milioane de dolari americani, filmul a avut încasări de 99.274.467 de dolari.
Filmul, plasat în Nevada și în alte părți ale vestului american în secolul al XIX-lea, este o juxtapunere a unui film western cu un film de acțiune kung fu cu secvențe extinse de arte marțiale, așa cum reiese din titlul său, care este un joc de cuvinte bazat pe High Noon. 

## Distribuție
- Jackie Chan - Chon Wang
- Owen Wilson - Roy O'Bannon / Wyatt Earp
- Lucy Liu - Prințesa Pei-Pei
- Brandon Merrill - Soție indiană / Frunze Căzătoare[11]
- Xander Berkeley - Marshal Nathan Van Cleef
- Roger Yuan - Lo Fong
- Kate Luyben - Fifi
- Jason Connery - Calvin Andrews
- Simon R. Baker - Little Feather
- Walton Goggins - Wallace
- Henry O - Royal Interpreter
- Yu Rongguang - Imperial Guard Rong Guang Yu
- Eric Chen - Imperial Guard Eric Chi Cheng Chen
- Yuen Biao - Saloon Fighter (nemenționat)